# UNLIMITED RECORDS
UNLIMITED RECORDS（アンリミテッド・レコード）は、かつて存在していた日本のレコードレーベル。1998年に音楽事務所アンリミテッド・グループ内のレーベルとして設立され、2005年に消滅した。

## 概要
1998年、アンリミテッド・グループに所属するアーティストの作品をリリースするためのレコードレーベルとして設立。GLAYなどのヴィジュアル系バンドを中心に、同事務所のアーティストが所属していた。アーティストのマネジメント・原盤の制作および管理をアンリミテッド・グループ側で行い、レコード会社はマーケティング・作品の製造および販売を担当していた。2003年1月、派生レーベル「UNLIMITED RECORDS 2」（アンリミテッド・レコード・トゥー）設立。2005年5月、GLAYがアンリミテッド・グループとの契約解除を行いこれに伴ってUNLIMITED RECORDSに所属するアーティストは皆無となり、事実上のレーベル消滅となった。翌6月、派生レーベルのUNLIMITED RECORDS 2が「UME」（ユーエムイー）へ名称を変更した。

## 過去に所属していたアーティスト
- IQ
- 石原千宝美
- 175R（UNLIMITED RECORDS 2）
- e.mu
- 織川ヒロタカ
- GLAY
- GICODE
- Jackson vibe（UNLIMITED RECORDS 2）
- shame
- ZEPPET STORE
- SONO
- TAKUI
- 中嶋瑠美
- Dear
- DEVELOP=FRAME
- Dope HEADz
- TRANSTIC NERVE
- Funny Gene
- FEEL
- Breath
- 洞口桃子
- 向風
- RAMAR
- LISAGO
- LIBRO
- Λucifer
- Lily Chou-Chou
- ワカバ

etc…